# Rediviva
Rediviva is een geslacht van vliesvleugelige insecten van de familie Melittidae.

## Soorten
- R. albifasciata Whitehead & Steiner, 1994
- R. alonsoae Whitehead & Steiner, 2001
- R. aurata Whitehead & Steiner, 2001
- R. bicava Whitehead & Steiner, 2001
- R. colorata Michener, 1981
- R. emdeorum Vogel & Michener, 1985
- R. gigas Whitehead & Steiner, 1993
- R. intermedia Whitehead & Steiner, 2001
- R. intermixta (Cockerell, 1934)
- R. longimanus Michener, 1981
- R. macgregori Whitehead & Steiner, 2001
- R. micheneri Whitehead & Steiner, 2001
- R. neliana Cockerell, 1931
- R. nitida Whitehead & Steiner, 2001
- R. pallidula Whitehead & Steiner, 1992
- R. parva Whitehead & Steiner, 2001
- R. peringueyi (Friese, 1911)
- R. ruficornis Whitehead & Steiner, 2001
- R. rufipes (Friese, 1913)
- R. rufocincta (Cockerell, 1934)
- R. saetigera Whitehead & Steiner, 1992
- R. tropicalis (Cockerell, 1934)